# Кроне (Бреша)
Кроне је насеље у Италији у округу Бреша, региону Ломбардија.
Према процени из 2011. у насељу је живело 1498 становника. Насеље се налази на надморској висини од 375 м.